# Райнгард Рефф
Райнгард Рефф (нім. Reinhard Reff; 7 вересня 1913, Воллін — 4 вересня 1979) — німецький офіцер-підводник, оберлейтенант-цур-зее резерву крігсмаріне (1943).

## Біографія
В листопаді 1937 року вступив на флот. З червня 1941 року — вахтовий офіцер на підводному човні U-453. В листопаді-грудні 1942 року пройшов курс командира човна. З 16 січня 1943 року — командир U-736, на якому здійснив 2 походи (разом 90 днів у морі). 6 серпня 1944 року U-736 був потоплений в Біскайській затоці південно-західніше Лор'яна (47°19′ пн. ш. 04°16′ зх. д.) глибинними бомбами британського фрегату Лох Кілін. 28 членів екіпажу загинули, 19 (включаючи Реффа) були врятовані і взяті в полон.